# Bernhard Suttner (Politiker, 1949)

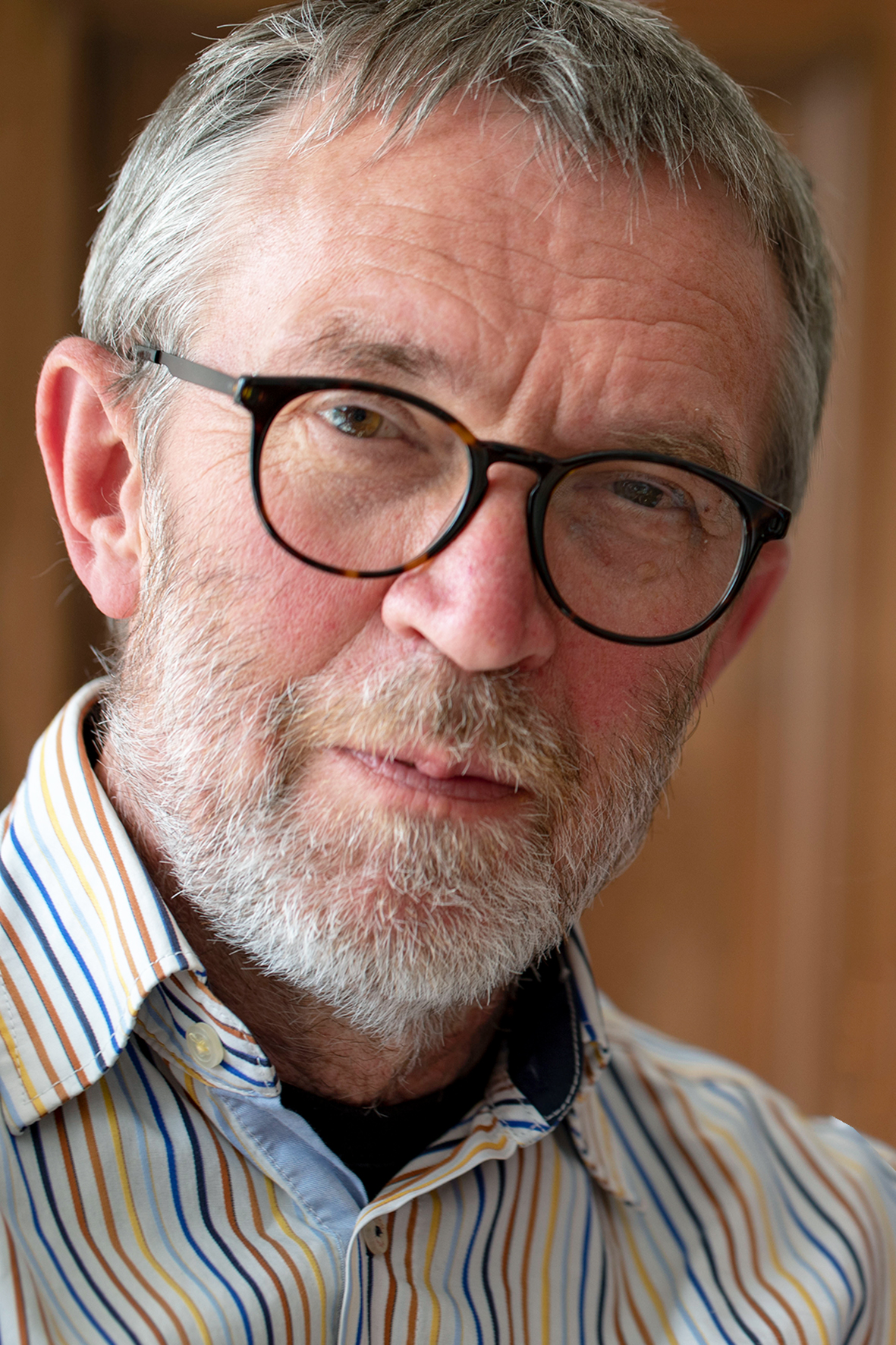
Bernhard Suttner (2021)

Bernhard Guido Suttner (* 20. Februar 1949 in Regensburg) ist ein deutscher Referent für Erwachsenenbildung, Politologe und Politiker (ÖDP) aus Windberg. Von 1991 bis 2011 war er bayerischer Landesvorsitzender der ÖDP und prägend für deren Profil, von 1990 bis 2020 Gemeinderat in Windberg und von 1990 bis 2022 Kreisrat im Landkreis Straubing-Bogen.

## Leben
Bernhard Guido Suttner ist das jüngste von fünf Kindern des CSU-Politikers Bernhard Suttner (1907–1983), der von 1972 bis 1979 Mitglied des bayerischen Senats war, und dessen Ehefrau Babette geb. Schmer.
Suttner ist katholisch und mit der Hauptschullehrerin (i. R.) Eva Suttner verheiratet; sie haben drei Kinder – zwei eigene und einen Pflegesohn.
Suttner studierte Politikwissenschaft, Pädagogik und christliche Gesellschaftswissenschaften in Regensburg und München mit dem Abschluss M.A. Von 1975 bis 1989 war er an der Jugendbildungsstätte im Kloster Windberg tätig, zusammen mit P. Thomas Handgrätinger, dem späteren Abt des Klosters und Generalabt der Prämonstratenser in Rom. Seitdem ist Suttner freiberuflicher Referent in der Erwachsenenbildung.

## Politische Karriere

### Kommunalpolitik (1972; 1990–2022)
Im Jahr 1972 war Suttner für kurze Zeit in der Jungen Union aktiv, die er aber wenig später wieder verließ. Noch im selben Jahr war er Gründungsmitglied der kommunalen Wählergruppe Junge Alternative, die mit der Petition Öffnet den Fürstenpark! bei der Kommunalwahl in Regensburg öffentliche Aufmerksamkeit erzeugte. Später hat er  Bürgerbegehren und Bürgerentscheid als Instrumente kommunaler direkter Demokratie als das für die außerparlamentarische ÖDP wirksamste Mittel der politischen Einflussnahme in Bayern kultiviert.
Von 1990 bis 2020 (30 Jahre) war Suttner für die Wählergemeinschaft Aktive Windberger Bürger (AWB) Mitglied im Gemeinderat von Windberg und von 1990 bis 2022 (32 Jahre) für die ÖDP Mitglied des Kreistags im Landkreis Straubing-Bogen (ab 1996 auch Fraktionsvorsitzender seiner Partei). Für dieses Engagement im Ehrenamt wurde ihm bereits 2008 die Dankurkunde für Verdienste in der kommunalen Selbstverwaltung verliehen.

### Parteipolitik (seit 1978)
Im Jahr 1978 war Suttner an der Gründung der Grünen Aktion Zukunft (GAZ) sowie der bayerischen GRÜNEN beteiligt. 1980 verließ er – wie fast die gesamte GAZ – nach inhaltlichen Differenzen die GRÜNEN wieder, weil er beispielsweise gegen die Legalisierung weicher Drogen und gegen die Aufnahme weit links stehender Gruppierungen war. In der Folgezeit beteiligte er sich an der Bildung der ÖDP und wurde in Bayern zunächst stellvertretender Landesvorsitzender.
In den Jahren 1989 und 1990 war Suttner maßgeblich am Sturz des damaligen ÖDP-Bundesvorsitzenden Herbert Gruhl beteiligt, da er dessen „Öffnung nach Rechts“ nicht mittragen wollte. Umgekehrt sah Gruhl die ÖDP 1991 mit der Dominanz des Flügels um Suttner auf dem Weg zu einer „fundamentalistisch-christlichen Partei“.
Auf dem Landesparteitag am 3. Oktober 1991 in Landshut wurde Suttner als Nachfolger von Oswald Schönmüller zum bayerischen Landesvorsitzenden der ÖDP gewählt; dieses Amt bekleidet er in der Folgezeit fast 20 Jahre.
Auf dem Landesparteitag am 28. Juni 2008 wurde Suttner zum Spitzenkandidaten für die bayerische Landtagswahl am 28. September 2008 gewählt. Bereits Anfang April 2008 wurde er ohne Gegenstimme erneut als Direktkandidat für den Stimmkreis Straubing nominiert.
Auf dem Landesparteitag im Mai 2011 trat Suttner bei der Neuwahl des Landesvorsitzenden nicht mehr an. Sein Nachfolger wurde Klaus Mrasek. Aktuell ist Suttner der Landesbeauftragte für Grundsatzfragen der ÖDP.
Zwei Aktionen während seiner Amtszeit als ÖDP-Landesvorsitzender stießen vorübergehend auf mediales Interesse. Im Superwahljahr 1994 startete die Partei anlässlich der bevorstehenden Europawahl eine Kampagne gegen Gentechnik. In deren Zuge hatte sie ein Plakat gedruckt, auf dem das Abstimmungsverhalten sämtlicher deutscher Europaabgeordneter bezüglich der Kennzeichnungspflicht gentechnisch veränderter Lebensmittel dargelegt wurde. Die Kampagne musste abgebrochen werden, als Suttner eine Geldstrafe von 500.000 DM drohte.
Am 15. September 2008, zwei Wochen vor der Landtagswahl, kam es zu einem Eklat in einer Wahlsendung des Bayerischen Rundfunk mit den zur Wahl antretenden Spitzenkandidaten der Kleinparteien. Suttner sah die Äußerungen des vor ihm aufgetretenen NPD-Politikers seiner Meinung nach von den Moderatoren als zu unkritisch behandelt. Die Moderatoren verteidigten sich mit Verweis auf „demokratische Gepflogenheiten“, Suttner aber insistierte auf einer Auseinandersetzung mit der rechtsextremen Position der NPD und ihres Spitzenkandidaten. Fragen zu den Positionen der ÖDP und ihrer Unterschiede zu den Grünen beantwortete er nicht, sondern verließ mit Hinweis auf seine emotionale Verfassung nach etwa vier Minuten das Studio.

### Volksbegehren (seit 1996)
Mit dem Volksbegehren „Schlanker Staat ohne Senat“, das Suttner in den Jahren 1996 und 1997 als Vorsitzender der ÖDP initiierte, etablierte er sich als in Bayern landesweit bekannter Politiker. Beim entsprechenden Volksentscheid am 8. Februar 1998 stimmten 69,2 % der Wähler für die Abschaffung des bayerischen Senats, der daraufhin im Jahr 1999 aufgelöst wurde.
In Suttners Amtszeit fallen auch zwei Volksbegehren im Jahr 1998, die ihre Ziele weitgehend vor dem Volksentscheid erreichten. Das Volksbegehren Schlanker Staat, schlanker Landtag wollte den Landtag von 204 auf 145 Sitze verkleinern. Schon vor der Einreichung der Unterschriften lenkten die Landtagsparteien ein und verkleinerten den Landtag von sich aus auf 180 Sitze. Die Verkleinerung trat mit der Landtagswahl 2003 in Kraft. Die Sammlung der 26.000 Zulassungsunterschriften im Jahr 1998 für das Volksbegehren Kein neues Atomkraftwerk in Bayern veranlasste Staatsregierung und Landtag von sich aus im April 2020 zur Streichung von fünf potenziellen AKW-Standorten aus dem Standortsicherungsplan.

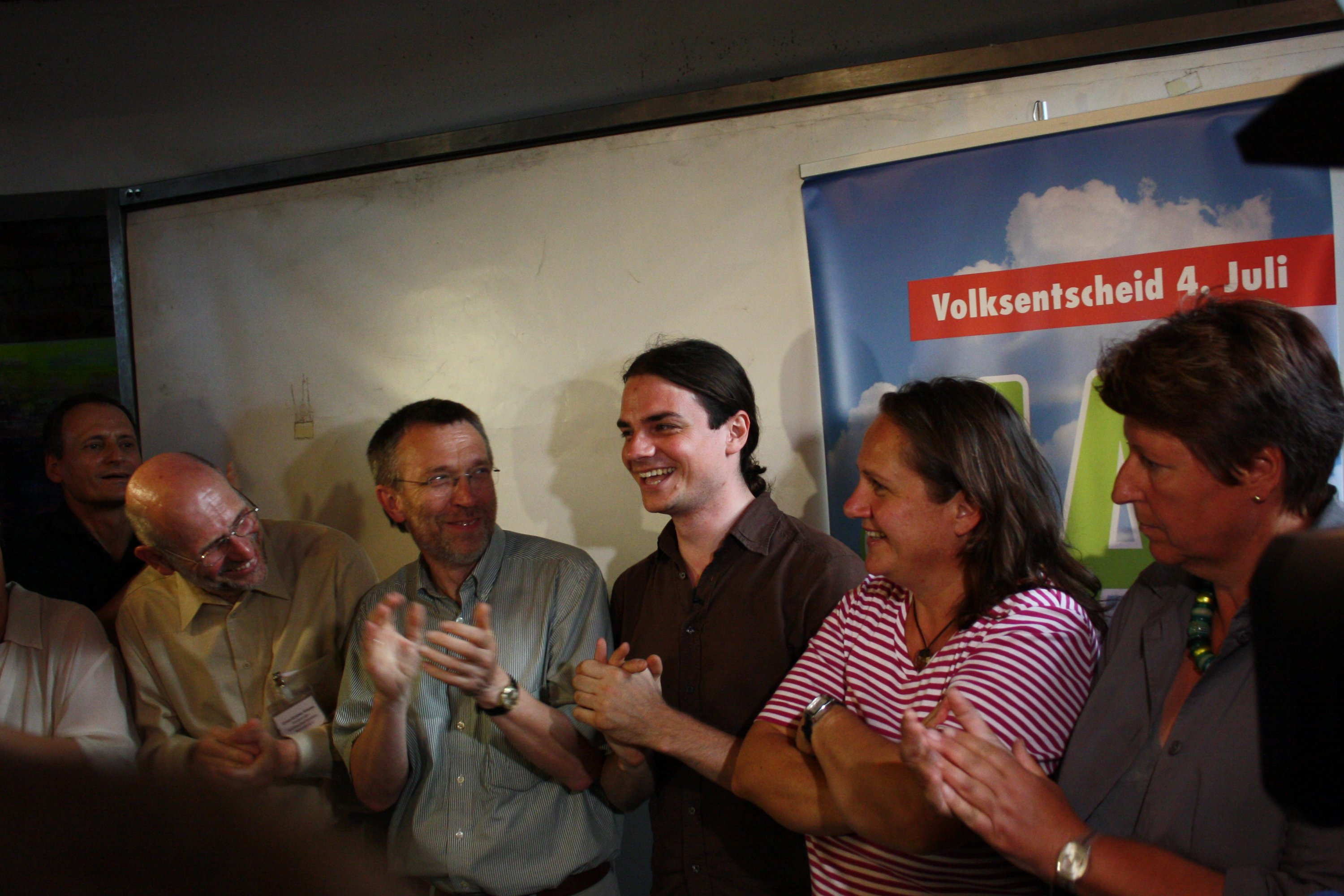
Initiatoren des Volksbegehrens Nichtraucherschutz nach der Auszählung: Ernst-Günther Krause, Bernhard Suttner, Sebastian Frankenberger, Theresa Schopper, Kathrin Sonnenholzner

Die Volksbegehren Menschenwürde – ja, Menschenklonen – niemals! (2001–2003) und Gesundheitsvorsorge beim Mobilfunk (2005) erreichten zwar die erforderliche Zahl von Unterschriften, blieben aber beim Volksentscheid unter der für die zweite Phase geltenden 10-Prozent-Hürde.
Als einer der Ko-Initiatoren war Suttner auch am von Sebastian Frankenberger, dem Bundesvorsitzenden der ÖDP, initiierten Volksbegehren „Für echten Nichtraucherschutz!“ maßgeblich beteiligt. Später wurde es auch von SPD, Grünen sowie zahlreichen gemeinnützigen Vereinen unterstützt. Am 4. Juli 2010 wurde es bei einem auf dem Volksbegehren beruhenden Volksentscheid mit 61,0 % der Wähler angenommen.
An der Seite der ÖDP-Vorsitzenden Agnes Becker war Suttner der stellvertretende Beauftragte für das Volksbegehren „Rettet die Bienen!“. Später wurde es auch von Bund Naturschutz in Bayern, Landesbund für Vogelschutz, der Gregor Louisoder Umweltstiftung und den Grünen sowie zahlreichen gemeinnützigen Vereinen unterstützt. Da Regierung und Landtag die Gesetzesvorlage unverändert übernahmen, kam es zu keinem Volksentscheid. Das Gesetz trat am 1. August 2019 in Kraft.

## Positionen

### Die zentrale Leitidee – Weniger ist mehr
Suttner hielt an dem von Herbert Gruhl eingeführten ÖDP-Leitmotto Weniger ist mehr fest, flankierte dieses mit eigenen Interpretationen und versteht darunter letztlich die Notwendigkeit eines Lebensstils, der weniger Überfluss in den Industrieländern und ein besseres Leben in anderen Teilen der Welt bedeute. Die  aktuelle Position dazu wurde mit Agnes Becker und Tobias Ruff 2023 als Streitschrift Wir haben genug! Warum das gute Leben jenseits von Konsumismus, Wachstumswahn und Überfluss liegt veröffentlicht.

### Die 10 Gebote – Eine Ethik für den Alltag im 21. Jahrhundert
Suttners (gesellschafts-)politisches und ökologisches Engagement leitet sich aus seiner christlichen Grundhaltung ab, insbesondere der Katholischen Soziallehre, die seit den 1970er Jahren Inhalt seiner Referententätigkeit in der Jugendarbeit und Erwachsenenbildung ist. 1991 hielt er eine Aschermittwochsrede mit dem Titel Die 10 Gebote – ökologisch gesehen. Suttner deutet die zehn Gebote aus seiner ökologischen Sicht um. Sein Vortrag wurde 2007 unter dem Titel Die 10 Gebote – Eine Ethik für den Alltag im 21. Jahrhundert veröffentlicht.
| Gebot | (Neu-)Interpretation                 |
| --- | ------------------------------------ |
| 1. Ich bin der Herr, dein Gott. Du sollst keine fremden Götter neben mir haben. Du sollst dir kein Bildnis machen. | Hüte dich vor neuen Götzen!          |
| 2. Du sollst den Namen Gottes nicht missbrauchen.                                                                  | Vorsicht mit dem Namen Gottes!       |
| 3. Gedenke, dass du den Sabbat heiligst.                                                                           | Genieße den Ruhetag!                 |
| 4. Du sollst Vater und Mutter ehren.                                                                               | Achte deine Lebensgrundlagen!        |
| 5. Du sollst nicht morden.                                                                                         | Setze dich für das gute Leben ein!   |
| 6. Du sollst nicht ehebrechen.                                                                                     | Pflege deine und andere Beziehungen! |
| 7. Du sollst nicht stehlen.                                                                                        | Schütze das Eigentum aller!          |
| 8. Du sollst kein falsches Zeugnis geben.                                                                          | Bleib bei der Wahrheit!              |
| 9. & 10. Du sollst nicht begehren deines Nächsten Frau. Du sollst nicht begehren deines Nächsten Haus.             | Sei nicht gierig!                    |

### Politische Korruption
Suttner argumentiert, dass politische Korruption in Deutschland ein „verschwiegenes Fundamentalproblem“ ist. Das zu diesem Thema geplante Volksbegehren Gerecht sparen auch an der Spitze zur Streichung der kostenlosen Altersversorgung von Politikern, Verbot von Aufsichtsratsposten und Beraterverträgen für Abgeordnete wurde vom Bayerischen Verfassungsgerichtshof am 6. Mai 2005 für nicht zulässig erklärt.

### Blog
Seit dem 25. September 2020 veranschaulicht Suttner seine politische Agenda des Weniger ist mehr auf der Grundlage der Ethik für den Alltag im 21. Jahrhundert an Beispielen aus der Tagespolitik und aktuellen gesellschaftlichen Themen mit wöchentlichen persönlichen Kommentaren auf dem Blog Kompass Orange.

## Ehrungen
- 2008: Dankurkunde für Verdienste in der kommunalen Selbstverwaltung (erste Stufe der Kommunalen Verdienstmedaille)[3]
- 2012: Verdienstkreuz am Bande der Bundesrepublik Deutschland für sein langjähriges ehrenamtliches politisches Engagement als ÖDP-Landesvorsitzender und kommunaler Mandatsträger[28]

## Publikationen
- Bernhard G. Suttner: Die 10 Gebote. Eine Ethik für den Alltag im 21. Jahrhundert. Mankau, Murnau am Staffelsee 2007, ISBN 978-3-938396-14-8.
- Bernhard G. Suttner: Politische Korruption in Deutschland - ein verschwiegenes Fundamentalproblem? In: Hans Herbert von Arnim (Hrsg.): Defizite in der Korruptionsbekämpfung und der Korruptionsforschung. (= Schriftenreihe der Hochschule Speyer). Band 199. Duncker & Humblot, Berlin 2009, ISBN 978-3-428-13242-3, S. 69–80.
- Agnes Becker, Tobias Ruff, Bernhard G. Suttner: Wir haben genug! Warum das gute Leben jenseits von Konsumismus, Wachstumswahn und Überfluss liegt. oekom, München 2023, ISBN 978-3-9872605-0-6.